# ミニッツレーサーMR-02シャーシ
ミニッツレーサーMR-02シャーシとは、2003年に発売された京商ミニッツレーサーのシャーシの一種である。

## 特徴
ランボルギーニ・カウンタックやエンツォ・フェラーリなどといったスーパーカー系統、および全日本GT選手権等で活躍するレースカーといった横幅が広く全高の低いボディに対応するため、新規に開発されたシャーシである。「MR-01」「MR-015」に比してフロントトレッドがワイド化されているほか、両サイドに上下2本マウントされるバッテリー位置を上段をシャーシ中央、下段をボディ側へオフセットして搭載することで低重心化を実現している。フロントトレッドが広いという構造上、「MR-01」、「MR-015」用のボディは装着不可能となっている。
|        | S  | M  | L  | LL | 3L  |
| ------ | -- | -- | -- | -- | --- |
| RM RML | 86 | 90 | 94 | -  | -   |
| MM     | -  | -  | -  | 98 | -   |
| LM     | -  | -  | -  | -  | 102 |

## 種類
各形式の違いは主にモーターの位置で、型番末尾英数文字が形式の違いを表している。「M」とはマウント、Mの前のアルファベットは位置を示す（R=リヤ・M=ミッドシップ・H=ハイ）。なお、HM（ハイマウントタイプ）は本シャーシには設定されない。「EX」は使用する電波の違いを表している。
MR-02 RM
後輪車軸より後にモーターを搭載したモデル。
MR-02 RML
MR-02RMからリヤダンパーを除いたモデル。ボディのリヤ側が極端に低いモデルに対し指定される。
MR-02 MM
MR-015とマウント方式は同一。現時点ではホイールベース指定はLLの1種類のみ。
MR-02 LM
2007年12月に発売された、MR-02シャシーの改良バージョン。主にル・マン カーのボディーを載せる。また、2.4GHzの電波帯を使用するASF基板を搭載し、クリスタル不要で最大40台まで走行可能になった。
MR-02 EX
MR-03が発売された後、廉価版としてMR-02EXが発売される。2.4GhzASF基板としては当時唯一送信機が同梱された。同梱の送信機はKT-18。MR-02シャシーASFとはシャシーの色、ラベルが違うのみで基本的にはMR-02と同じ構造であった。

## ギャラリー

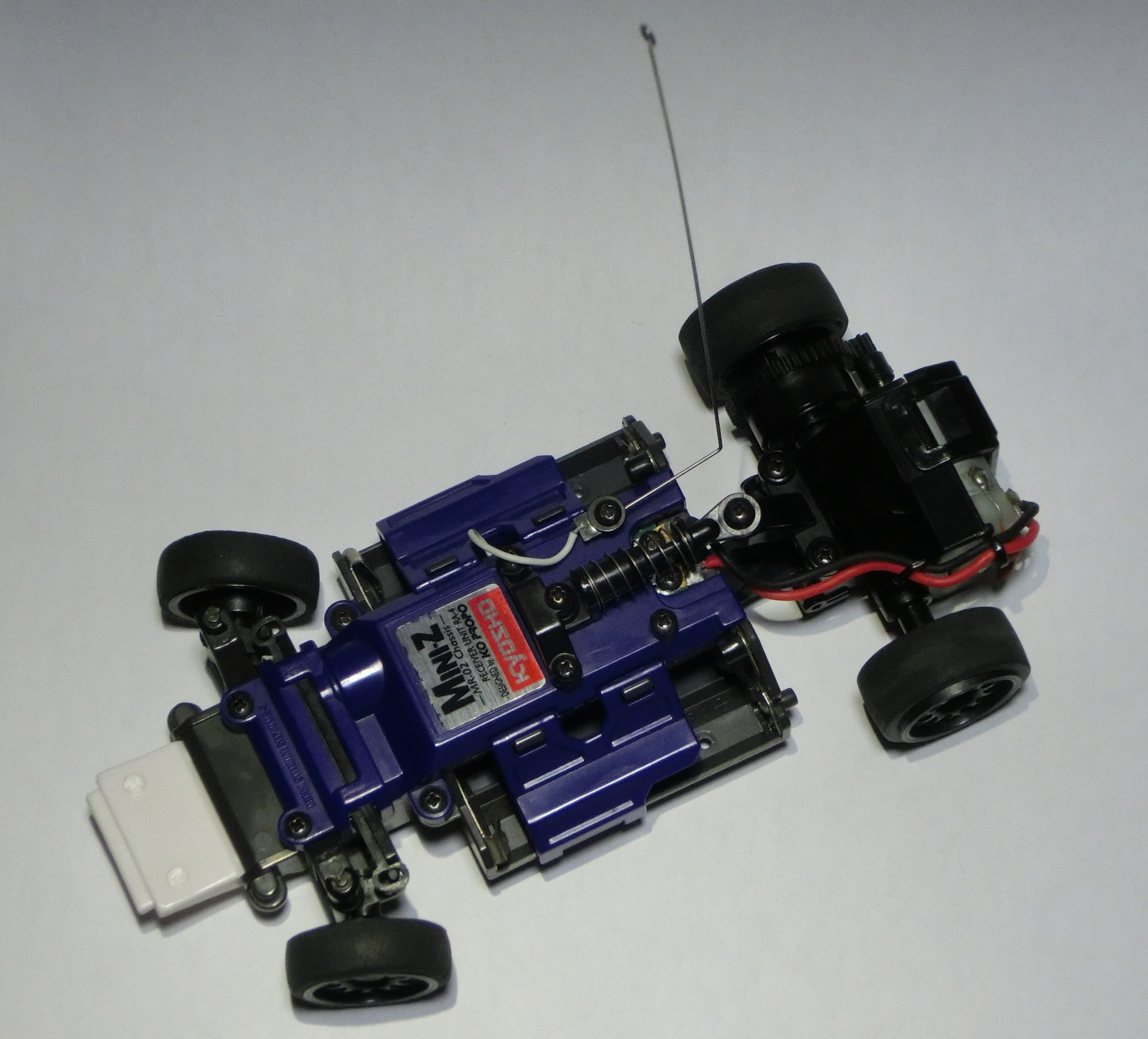
MR-02 RM
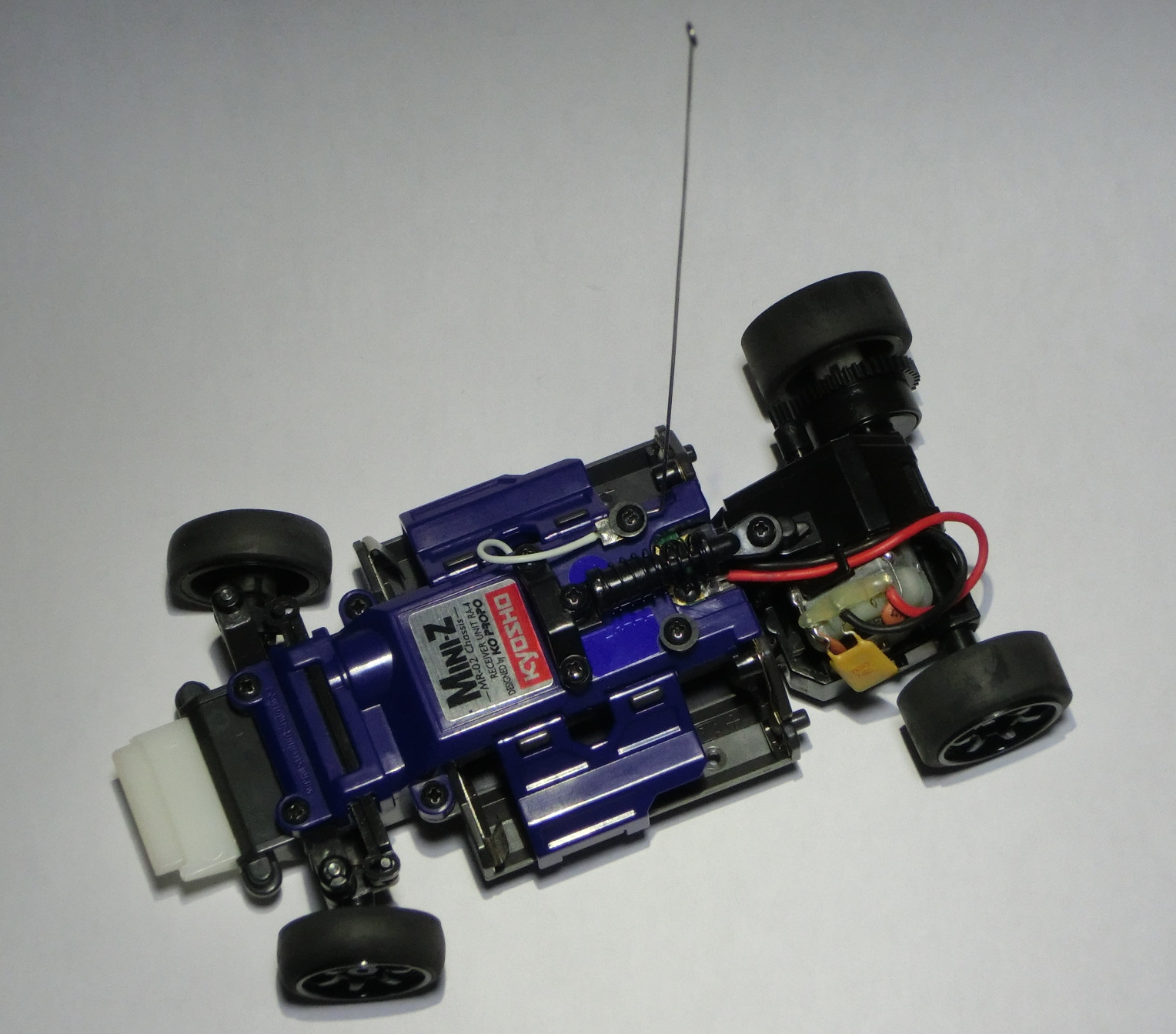
MR-02 MM
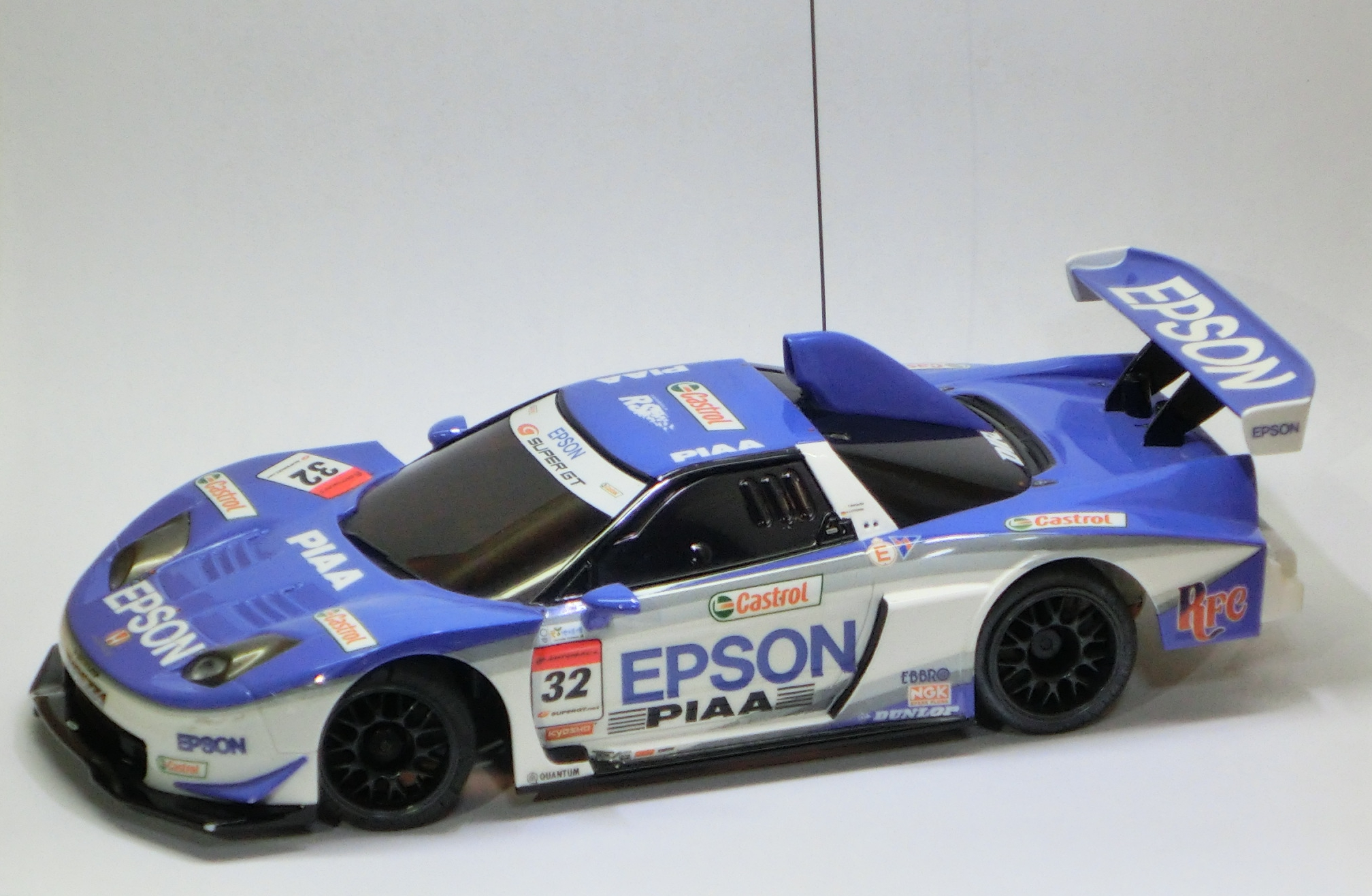
EPSON NSX 2005 （MR-02 RM）
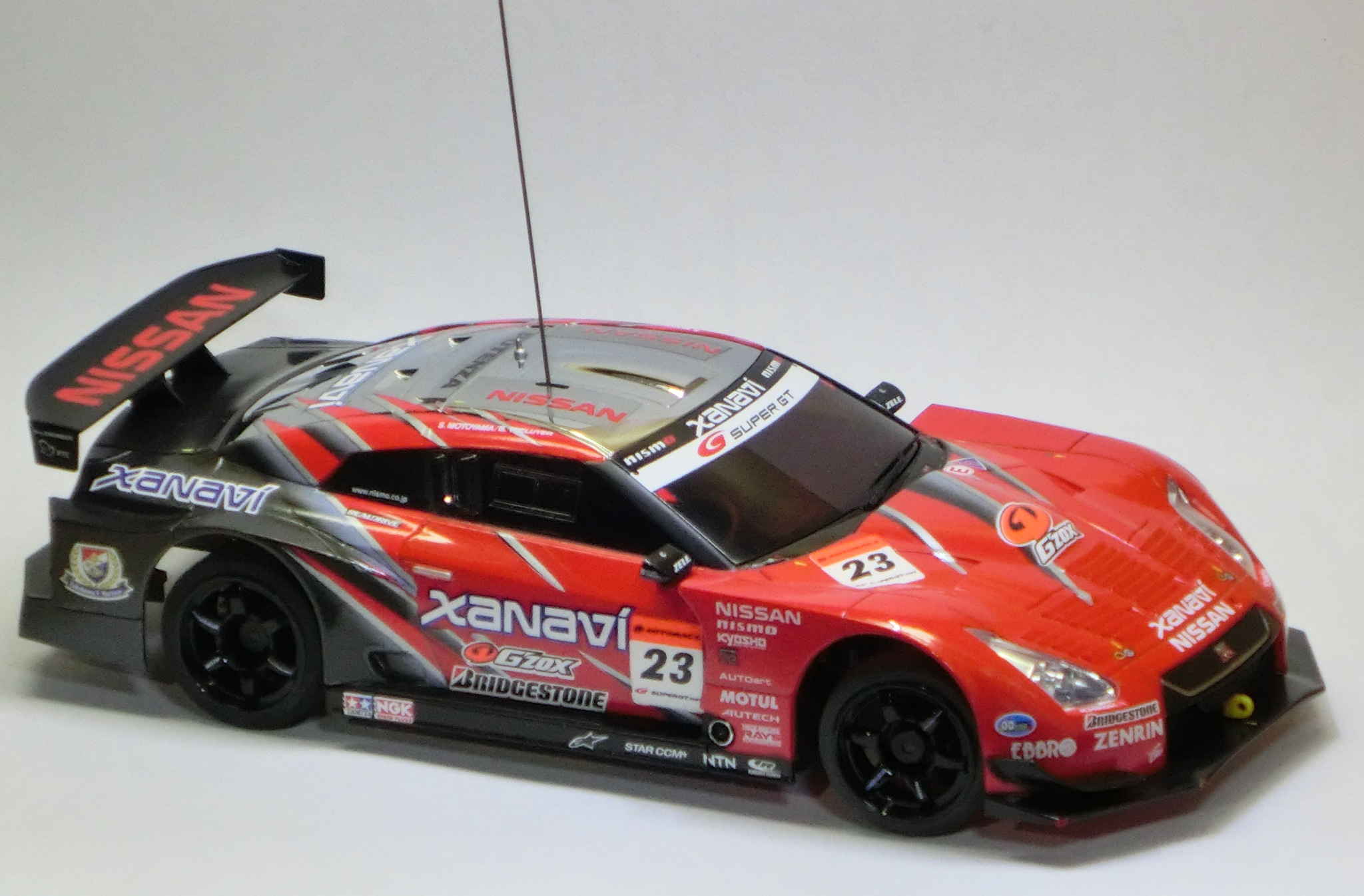
XANAVI NISMO GT-R 2008 （MR-02 MM）